# 梅比
梅比（英語：Maybee），是一个美國村庄，位於门罗县埃克塞特镇。根據2010年的人口普查，當地人口為562人。

## 地理
根据美国人口普查局，该村庄的总面积为1.01平方英里（2.62平方），其中1.00平方英里（2.59平方）為土地和0.01平方英里（0.03平方）屬於水域。

### 2010年人口普查
根據2010年人口普查，當地人口為562人，有205個家庭中，其中154个家庭居住在村里。 
205个家庭中，其中42.0％的儿童的年龄在18岁以下，59.0%為同居的已婚夫妇。5.3%为65岁以上的獨居老年人。